# Buság
Buság falu Romániában, Máramaros megyében.

## Fekvése
Máramaros megye nyugati részén, Nagybányától nyugatra, a Szamos jobb partján, fekvő település.

## Története
A település neve az írásos adatok között a 15. században tűnt fel. Ekkor a szinéri uradalomhoz tartozott.
Nevét ekkor még Buják, vagy Bujákfalva néven írták.
1684-ben behódolt a váradi török basának, de neve ekkor a szatmári vár tartozékaként is szerepelt.
A 18. század végén a gróf Károlyi, Vankay, Mátay és Balogh családok birtoka volt.
A település a 20. század elején Szatmár vármegyéhez tartozott.
A Lápos folyó a falu határában torkollik a Szamosba.

## Nevezetességek
- Görögkatolikus templom – 1867-ben épült.